# Khai Bình, Đường Sơn
Khai Bình (giản thể: 开平区; phồn thể: 開平區; bính âm: Kāipíng Qū) là một khu (quận) thuộc địa cấp thị Đường Sơn, tỉnh Hà Bắc, Trung Quốc.

### Nhai đạo
- Khai Bình (开平街道)
- Đẩu Điện (陡电街道)
- Kinh Các Trang khoáng khu (荆各庄矿区街道)
- Mã Gia Câu (马家沟街道)
- Thuế Vụ Trang (税务庄街道)

### Trấn
- Khai Bình (开平镇)
- Lật Viên (栗园镇)

### Hương
- Trịnh Trang Tử (郑庄子乡)
- Song Kiều (双桥乡)
- Oa Lý (洼里乡)
- Việt Hà (越河乡)